# Franz von John
Franz Xaver von John (ur. 20 listopada 1815 w Bruck an der Leitha, zm. 25 maja 1876 w Wiedniu) – generał artylerii (niem. Feldzeugmeister) cesarskiej i królewskiej Armii, minister wojny Austro-Węgier (1867–1868).

## Życiorys
Ukończył Akademię Wojskową w Wiener Neustadt w 1835, następnie wspinał się po kolejnych stopniach kariery wojskowej, zaczynając od podporucznika w pułku arcyksięcia Franciszka Karola. 3 lipca 1866 został mianowany na stopień marszałka polnego porucznika. W tym samym roku otrzymał tytuł szefa Węgierskiego Pułku Piechoty Nr 76.
W maju 1867 przyjęty do Izby Panów Rady Państwa, w grudniu 1867 został wspólnym ministrem wojny Austro-Węgier, piastując stanowisko tylko do stycznia 1868. W marcu 1869 został przeniesiony do Dowództwa Generalnego w Grazu na stanowisko generała dowodzącego. 26 kwietnia 1873 został mianowany na stopień generała artylerii. W 1874 został wyznaczony na stanowisko szefa Sztabu Generalnego.

## Odznaczenia
Odznaczenia von Johna to między innymi:
- Krzyż Wielki Orderu Leopolda
- Komandor Orderu Marii Teresy
- Kawaler Orderu Żelaznej Korony III klasy z dekoracją wojenną
- Krzyż Zasługi Wojskowej z dekoracją wojenną
- Kawaler Orderu Świętego Józefa (Toskania)
- Krzyż Wielki Orderu Alberta z dekoracją wojenną (Saksonia)
- Komandor Orderu Świętego Grzegorza Wielkiego (Państwo Kościelne)
- Komandor Orderu Świętego Sylwestra (Państwo Kościelne)
- Kawaler Krzyża Wielkiego Orderu Świętych Maurycego i Łazarza (Włochy)